# Pétervására
Pétervására est une ville et une commune du comitat de Heves en Hongrie.